# 시오가이 겐토
시오가이 겐토(일본어: 塩貝 健人, 2005년 3월 26일~)는 일본의 축구 선수이다.

## 구단 경력
그는 2024년 J1리그의 요코하마 F. 마리노스에 입단했다. 2024년 8월 NEC 네이메헌로 이적했다.